# Deep Throat (The X-Files)
"Deep Throat" é o segundo episódio da primeira temporada da série de ficção científica The X-Files. Ele foi exibido pela primeira vez nos Estados Unidos pela Fox no dia 17 de setembro de 1993. Escrito pela criador e produtor executivo Chris Carter e dirigido por Daniel Sackheim, o episódio apresenta vários elementos que se tornariam as bases da mitologia da série.
No episódio, os agentes Fox Mulder e Dana Scully investigam uma possível conspiração dentro de uma base da Força Aérea dos Estados Unidos, e Mulder encontra um misterioso informante que o aconselha a ficar longe do caso. Irredutível, ele segue em frente e chega o mais próximo da verdade sobre vida extraterrestre do que antes, porém todo o seu progresso é apagado de sua memória.
O episódio apresentou o personagem Garganta Profunda, interpretado por Jerry Hardin, que serve como o informante de Mulder durante a primeira temporada. O personagem foi inspirado no histórico Garganta Profunda, e tinha o propósito de servir como uma ligação entre os protagonistas e os conspiradores que eles iriam investigar. O episódio em si se foca em elementos comuns da ufologia, se passando em um lugar semelhante a Área 51 e a Nellis Air Force Base. Ele contém vários efeitos especiais que Carter posteriormente descreveu como "bons, em função das restrições [da série]"; apesar de ter destacado como mal feita a cena com as luzes piscando. "Deep Throat" foi assistido por aproximadamente 6.9 milhões de domicílios e 11 milhões de telespectadores em sua primeira exibição, recebendo boas críticas.

## Enredo
No sudoeste de Idaho, perto da Base Aérea Ellens, a polícia militar invade a casa do Coronel Robert Budahas, que roubou um veículo militar e se escondeu dentro da casa. Eles encontram Budahas no banheiro, tremendo e coberto por erupções cutâneas.
Quatro meses depois, os agentes do FBI Fox Mulder e Dana Scully se encontram em um bar de Washington, D.C. para discutir o caso de Budahas. Mulder explica que Budahas, um piloto de testes, não foi visto desde a invasão e que o exército não comenta sobre sua condição; o FBI se recusou a investigar. Mulder afirma que outros seis pilotos da base estão desaparecidos, que é o centro de rumores sobre aeronaves experimentais. Enquanto vai ao banheiro, Mulder é abordado por um misterioso informante chamado "Garganta Profunda", que o aconselha a ficar longe do caso. Ele afirma que Mulder está sendo vigiado, o que mais tarde prova-se verdade.
Mulder e Scully viajam até Idaho e encontram-se com a esposa de Budahas, Anita, que afirma que seu marido demonstrou comportamento errático antes de desaparecer. Ela os leva até a casa de uma vizinha, cujo marido, também piloto de testes, está se comportando de forma similar. Scully consegue marcar um encontro com o Coronel Kissell, o diretor da base, porém ele se recusa a falar quando os dois vão até sua casa. Os agentes posteriormente conhecem Paul Mossinger, um repórter local, que os indica a um restaurante local; lá, eles discutem OVNIs com a dona, que acredita ter visto vários na região. Ao visitar a base durante a noite, os dois testemunham uma misteriosa aeronave realizar manobras impossíveis no céu. Eles fogem quando um helicóptero se aproxima, aparentemente perseguindo o casal adolescente Emil e Zoe.
Em uma lanchonete, os jovens contam aos agentes sobre as luzes e como eles acreditam que OVNIs são lançados da base. Enquanto isso, Budahas volta para casa sem lembrar do que aconteceu. Depois de saírem do restaurante, Mulder e Scully são confrontados por agentes vestidos de preto, que destroem as fotografias que eles tiraram e mandam que os dois deixem a cidade.
Mulder, sem se abalar, entra na base com a ajuda de Emil e Zoe. Ele vê uma aeronave triangular voar baixo, e logo em seguida é capturado por soldados que apagam sua memória. Enquanto isso, Scully reencontra Mossinger, que é na verdade um agente da base. Scully o força a levá-la até a base e o troca por Mulder. Sem a verdade sobre a base, os dois voltam para Washington. Dias depois, Mulder encontra Garganta Profunda enquanto corre em uma pista de atletismo. Mulder pergunta se os alienígenas estão realmente na Terra; Garganta Profunda afirma que "eles estão aqui há muito, muito tempo".

## Produção

### Desenvolvimento

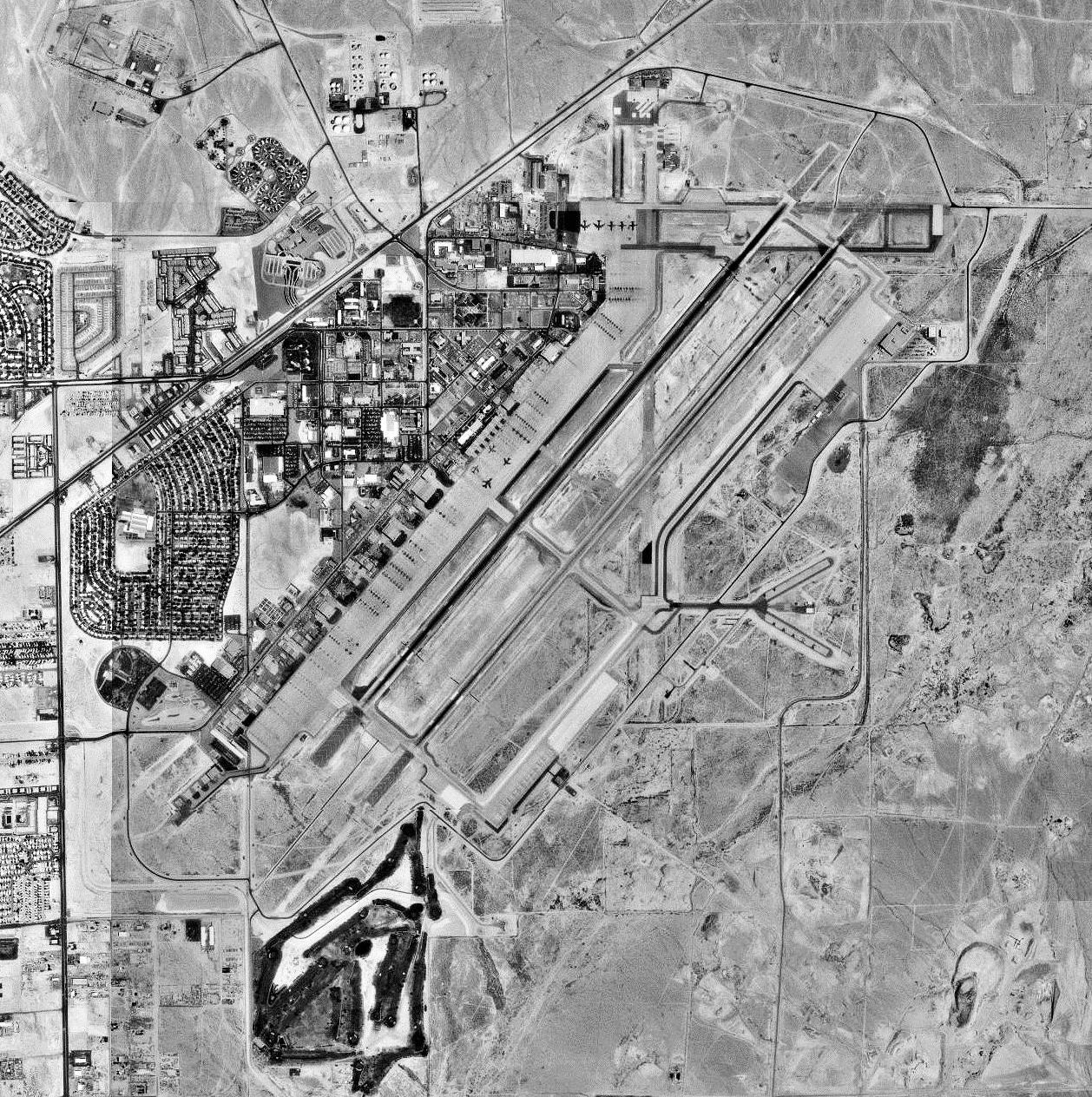
A Base Aérea Ellens de "Deep Throat" foi inspirada na Nellis Air Force Base.

Este episódio marcou a primeira aparição de Jerry Hardin como Garganta Profunda. Chris Carter, criador da série, afirmou que o personagem foi baseado no Garganta Profunda histórico, um informante que vazou informações sobre as investigações do FBI sobre o caso Watergate para os jornalistas Carl Bernstein e Bob Woodward. O verdadeiro Garganta Profundo foi revelado como sendo W. Mark Felt, vice-diretor do FBI. Outra influência foi X, o personagem interpretado por Donald Sutherland no filme de 1991 JFK. Carter criou o personagem para estabelecer uma ligação entre Fox Mulder e Dana Scully com os conspiradores que eles enfrentam, descrevendo Garganta Profunda como um homem "que trabalha em um nível do governo que nem sabíamos que existia". Hardin chamou a atenção de Carter no filme The Firm, que descreveu a escolha como "muito fácil". O ator voou para Vancouver a cada algumas semanas para gravar suas cenas. Carter disse que a interpretação dele era "muito, muito boa".
De acordo com Carter, ficou evidente durante esse episódio que The X-Files era uma "série em desenvolvimento". "Deep Throat" foi inspirado na ufologia comum. Pessoas que acreditam em alienígenas acham que a Área 51 e a Nellis Air Force Base em Nevada capturaram tecnologia extraterrestre no caso Roswell em 1947. O nome Base Aérea Ellens foi tirado de uma namorada colegial de Carter, cujo último nome era Ellens. A história do projeto militar foi inspirada pelo rumor de que a Força Aérea dos Estados Unidos havia começado um projeto chamado Projeto Aurora. Carter disse lembrar-se das pessoas falando sobre esse rumor e que sua inclusão no episódio foi uma referência. O sobrenome Budahas veio de um antigo amigo de Carter. Duchovny e Anderson nunca haviam segurado uma arma antes, e acabaram recebendo treinamento especial para saberem como usá-las adequadamente.

### Filmagens
As cenas em que Mulder se infiltra na base aérea foram filmadas em uma base real da força aérea. Com um orçamento limitado e o cronograma de uma série de televisão, Carter disse que os efeitos pareciam "bons, em função das limitações" que enfrentaram. O OVNI foi construído digitalmente baseado no que Mat Beck, supervisor de efeitos visuais, descreveu como "uma espécie de plataforma circular de luz". Carter comentou a direção de Daniel Sackheim, dizendo que o episódio foi "filmado muito bem". No final das gravações das cenas noturnas, o Sol já estava começando a nascer, forçando o diretor de fotografia John Bartley a preparar seus ângulos e iluminação para tentar manter a cena o mais escura possível. A cena em que Mulder entra na base já havia sido reescrita para acontecer de noite e não à tarde; o Sol fez a cena ser filmada como havia sido originalmente escrita.
A casa usada para os planos exteriores do lar da família Budahas foi reusada na série seguinte de Carter, Millennium, como a casa do protagonista Frank Black. O dono da casa era um comissário de bordo que frequentemente encontrava membros do elenco e da equipe quando eles viajam para Vancouver. A cena inicial com Duchovny e Anderson no bar foi gravada em um restaurante de Vancouver chamado The Meat Market. O lugar era o único bar que a equipe conseguiu encontrar que não havia sido reformado por causa da Expo 86 e ainda tinha um visual "bem usado". Ele apareceu novamente em "Piper Maru", da terceira temporada. O restaurante de beira de estrada usado para os interiores do "Restaurante Disco Voador" era tão isolado das outras locações que um ônibus foi disponibilizado para transportar a equipe e economizar dinheiro. Apenas Al Campbell, o iluminador, fez uso do ônibus, fazendo os produtores abandonar essa ideia até "Herrenvolk", da quarta temporada.
O ator convidado Seth Green afirmou que apesar de ter sido escolhido para fazer o "garoto maconhado" Emil, e de já ter "conquistado o mercado como o afável maconhado em TV e cinema", ele nunca usou maconha. Green disse que seu primeiro dia de gravações começou pouco depois de Duchovny ter terminado sua última cena; Green ficou impressionado pela postura e habilidade de improvisação de Duchovny, dizendo que os dois ficaram "brincando o tempo todo".

### Pós-produção
"A cena em que Scully está sentada na frente do computador escrevendo seu diário [...] veio por decreto, porque [a Fox] queria um resumo do episódio, e no final, eu achou que deixou o episódio melhor. O tema recorrente de Scully fazendo uma narração enquanto digita tornou-se um apoio a história para nós sempre que precisávamos esclarecer ao público para onde estávamos indo, ou por onde tínhamos passado."

—Chris Carter
Carter afirmou que as cenas com as luzes no céu foram os "piores efeitos que já fizemos", em função do orçamento e tempo; ele também comentou que os efeitos especiais ainda estavam em sua infância. Mat Beck foi o supervisor e produtor de efeitos especiais durante a primeira temporada; ele e Carter tentaram, sem sucesso, fazer os efeitos especiais parecerem tridimensionais e "melhores". De acordo com Carter, o resultado parecia um "tipo de Pong de alta tecnologia".
"Deep Throat" marca a estreia de Mark Snow como o compositor solo da trilha sonora da série. Carter afirmou que ele e a equipe de produção estavam "temerosos" em usar música de mais no episódio, e na primeira temporada como um todo. A narração de Anderson perto do final foi inserida após reclamações dos executivos da Fox, que desejam um encerramento maior. Eles acharam que o público não deveria ficar "confuso" após assistir o episódio e que eles deveriam ter pelo menos uma vaga ideia do que estava acontecendo. As narrações tornaram-se uma técnica comum pelo restante da série.

## Temas
Acadêmicos citaram a fala de Garganta Profunda para Mulder sobre algumas verdades devem ser mantidas em segredo do público como representando a dificuldade de fazer grandes organizações se responsabilizarem por transgressões; Richard Flannery e David Louzecky, escrevendo no livro The Philosophy of The X-Files, comparam a vontade de Garganta Profunda de esconder a verdade sobre a vida alienígena com o encobrimento do Massacre de My Lai e os julgamentos do caso Enron. A revelação final de que os alienígenas estão na Terra "há muito, muito tempo" foi citada como um traço do pós-futurismo estabelecido pelo cinema de ficção científica da década de 1980. Esse traço substituiu os tradicionais tópicos da ficção científica, como exploração espacial, por temas inspirados pelo caso Watergate e teorias da conspiração.

## Repercussão
"Deep Throat" estreou na Fox no dia 17 de setembro de 1993, atraindo aproximadamente 6.9 milhões de domicílios e 11 milhões de telespectadores. Ele teve um índice Nielsen de 7.3 com uma participação de 14 pontos, significando que 7.3% de todos os domicílios com televisão e 14% dos domicílios com televisões ligadas estavam assistindo ao episódio.
Em uma retrospectiva da primeira temporada, a Entertainment Weekly deu uma nota B+ ao episódio, elogiando a interpretação "cansada da vida" de Hardin, mas percebendo que o "tom impertinente e sinistro" do episódio foi "um pouco incómodo, mas prometendo coisas que estão por vir". Adrienne Martini do The Austin Chronicle afirmou que o episódio era "divertido de assistir", descrevendo como "televisão excelente", e o San Jose Mercury News chamou Garganta Profunda de "o personagem novo mais interessante da televisão" e o episódio de "estranho, mas maravilhoso". Mike Antonucci, escrevendo para o Toronto Star, disse que "Deep Throat" demonstrou que Carter "consegue misturar elementos sutis e complicados com ação de tirar o fôlego", afirmando que "Nada é óbvio sobre The X-Files, exceto sua qualidade". Para o The Beaver County Times, Michael Janusosis foi mais crítico, dizendo que o episódio "meio que vacilou no final", faltando "uma resolução completamente satisfatória".
Escrevendo para a The A.V. Club, Keith Phipps avaliou o episódio com uma nota A–, achando que era "quase uma extensão do piloto". Ele achou que a cena do sequestro de Mulder foi "um dos momentos mais assustadores do primeiros dias da série, tanto pelo que sugere quanto pelo que mostra". Para o website Den of Geek, Matt Haigh avaliou "Deep Throat" positivamente, elogiando a decisão de não responder todas as perguntas que faz. Haigh percebeu que "o fato de nos deixarem sem pistas, como Mulder e Scully, sobre o que realmente aconteceu apenas engrandece a experiência", achando que mistérios assim são "uma coisa realmente rara" em uma série de canal aberto. Robert Shearman e Lars Pearson, no livro Wanting to Believe: A Critical Guide to The X-Files, Millennium & The Lone Gunmen, deram cinco estrelas de cinco ao episódio, achando-o "muito mais confiante em seu rítmo e tom" do que "Pilot". Os dois acharam que o episódio foi "uma história sobre acobertamento e paranóia habilmente escrita", notando que "ele estabelece muito bem os temas gerais da série, quase parecendo uma cartilha".
"Deep Throat" foi citado como o começo dos "conflitos centrais" da série. Dan Iverson da IGN achou que o episódio "abriu as portas das possibilidades desta série". enquanto que Meghan Deans do Tor.com disse que "apesar do piloto ter apresentado a ideia da conspiração governamental, foi 'Deep Throat' que expandiu as bordas da tela". A introdução de Garganta Profunda foi listada pelo Entertainment Weekly como o número 37 na lista dos "100 Maiores Momentos da Televisão" na década de 1990.